# Pierre de Villemarest
Laurence Girard, « Radio Courtoisie ou l'art de frôler les limites de la loi », Le Monde,‎ 2 mai 2002 (lire en ligne, consulté le 5 juillet 2025)
Pierre de Villemarest, né à Chalon-sur-Saône le 10 décembre 1922 et mort le 22 février 2008 à Évreux, est un ancien résistant, membre des services de contre-espionnage français, devenu journaliste et écrivain, engagé à l'extrême droite,.

## Biographie

### Résistance et renseignement
Après des études secondaires à Sainte-Croix de Neuilly, il suit des études en droit et en sciences politiques, qui furent interrompues par son engagement contre l'occupation nazie de la France [réf. nécessaire].
En septembre 1940, il participe à la création de la « Dernière Colonne », un petit groupe de résistants dont les fondateurs étaient Emmanuel d’Astier de La Vigerie et Édouard Corniglion-Molinier. On y trouve également Lucie Aubrac, Louis Aragon et André Philip. Ce groupe deviendra Libération-Sud. À la suite d’un différend politique[pas clair], Villemarest rejoint l’Armée secrète dont il commande en 1943 un corps franc dans le Vercors. Agent P2 du réseau Kléber, spécialisé dans le renseignement, il participe à la dénazification de l’Allemagne et de l’Autriche, et tisse des liens avec les services américains et anglais dès cette époque.[réf. souhaitée]
Après la guerre, il est décoré de la croix de guerre 1939-1945, de la Croix du combattant volontaire de la Résistance et de la médaille des engagés volontaires.

### Après-guerre
De 1945 à 1950, il est membre du Service de documentation extérieure et de contre-espionnage (SDECE). Il est emprisonné pendant la guerre d'Algérie pour son appartenance à l’Organisation de l'armée secrète (OAS), après son passage au Mouvement populaire du 13-Mai (MP-13) de Robert Martel.
En 1968, il épouse Danièle Martin[réf. souhaitée], fille du docteur Henri Martin, cofondateur de la Cagoule puis membre de l'OAS.
Il était membre de l'Amicale des anciens des services spéciaux de la Défense nationale (ASSDN).

### Journalisme
Devenu journaliste, il travailla à partir de 1951 au service étranger de l’Agence France-Presse (AFP) et collabora à diverses publications dont L’Aurore, Valeurs actuelles, Défense de l’Occident, La Vie française, Le Quotidien de Paris, Historia.
Il fit aussi partie du comité de rédaction du journal Monde & Vie, « bimensuel catholique et national » de Claude Giraud, animatrice à Radio Courtoisie. Avec son épouse, il anima par ailleurs un Libre journal sur cette radio. Lors d’une émission animée par Claude Giraud le 20 mars 1997, il tint des propos négationnistes sur les chambres à gaz nazies,, ce qui entraîna une mise en demeure de la part du CSA, et une plainte en 1997 de la Fondation pour la mémoire de la déportation dans le cadre d’« actions juridiques contre le négationnisme ».
Il était le directeur du Centre européen d’information (CEI), basé à Cierrey, dans l’Eure, qu’il fonda en 1970. La Lettre du Centre européen d’information, dont il était le rédacteur en chef, s'intéressa notamment à la Commission trilatérale et au Groupe Bilderberg. Il lui fut reproché par ses opposants[Lesquels ?] de diffuser des théories conspirationnistes.
Il était vice-président du Syndicat national de la presse privée, membre de la Société des auteurs et créateurs de Normandie, et un des animateurs du Centre de recherches  sur le terrorisme depuis le 11 septembre 2001. Il est l’auteur d’une trentaine d’ouvrages portant sur des sujets tels que les services de renseignement soviétiques, la Gestapo, l’espionnage contemporain, le terrorisme, ou les rapports entre URSS et l'Allemagne.

## Théories

### Guerre russo-japonaise
Villemarest désigne la banque Kuhn, Loeb & Co comme ayant favorisé la guerre russo-japonaise en assurant aux Japonais qu'ils pouvaient compter sur son financement en cas de conflit avec la Russie.

### Triple Entente
Pour Villemarest, citant l’historien Carroll Quigley, des cercles bancaires internationaux influents inspirèrent la Triple-Entente en la faisant précéder par « une multitude de réseaux discrets ».

### Emprunts russes
Selon Villemarest, la banque Rothschild incita le public français à souscrire les emprunts russes et s'en désintéressa totalement quand les bolcheviques commencèrent à recevoir de l'argent de milieux bancaires internationaux de Londres et de Stockholm.

### Synarchie
Croyant à « une société secrète [dotée] de gigantesques pouvoirs occultes », Villemarest considère la nouvelle politique économique (NEP) en URSS, le fascisme en Italie, le nazisme en Allemagne, le New Deal aux États-Unis et la Révolution nationale en France comme des phénomènes à l'identité foncièrement semblable, voulus et provoqués simultanément par la Synarchie, organisation mythique qu'il croit liée à des hautes loges de type maçonnique d’obédience martiniste. [Voir aussi : l’Ordre martiniste synarchique, fondé par Victor Blanchard en 1920, dans l’article Martinisme.] Villemarest a accusé Hjalmar Schacht, Otto Abetz, Ernst Achenbach d’en faire partie. Il se dit persuadé de l’existence de cette organisation et déclara que, pour avoir publié le livre Le 14e complot du 13 mai, en 1960, qui révélait que cette organisation avait des membres jusque dans l’entourage du général de Gaulle, il avait été interrogé plus de cent heures d’affilée au motif de « complot », sur ordre du ministre de l’Intérieur Roger Frey qui apparemment cherchait à connaître ses sources et les documents en sa possession.
Villemarest a soutenu qu’il avait circulé à Vichy vers le mois de décembre 1943 un fascicule à tirage restreint de 55 pages, divisé en onze chapitres et intitulé L’Impérialisme allemand et les Sociétés secrètes germaniques, décrivant l’action de ces sociétés secrètes du Moyen Âge à 1939 et leurs ramifications jusqu’au niveau d’Adolf Hitler, correspondant à la définition du complot de la Synarchie. Ce fascicule aurait été rédigé à l’inspiration de milieux militaires français.

### Financement du nazisme
Villemarest estime que les cotisations des membres du Parti nazi (NSDAP), même augmentées des droits d’auteur de Mein Kampf, furent très insuffisantes pour financer la propagande, l’équipe attachée à Hitler et les milliers de permanents, y compris après 1930 où le nombre de cotisants avait franchi les 200 000 membres. Il dénonce comme mensongère l’affirmation de Hjalmar Schacht au Tribunal de Nuremberg selon laquelle Hitler et ses cadres ne vivaient que des cotisations du parti. Villemarest a évoqué la parution au Pays-Bas d’un opuscule sous le pseudonyme de Sydney Warburg, De Geldbronnen van het nationaal-sozialism: drie gespreken met Hitler (Les ressources du national-socialisme, trois conversations avec Hitler), aux éditions Van Hokelman & Warendorf qui aurait presque aussitôt disparu de librairie car acheté en masse dès sa sortie et traitant des ressources financières du nazisme en 1929, 1931 et 1933, apparemment rédigé par un infiltré qui pourrait être George Bell, agent de Henri Deterding, ou les frères Otto Strasser et Gregor Strasser, vicitimes de l'épuration au sein du NSDAP un an après la sortie de l’opuscule.
Il soutient qu’en janvier 1932, Paul Faure intervint vivement à la Chambre des députés en accusant le groupe Creusot-Schneider d’aider au réarmement allemand, via ses implantations en Tchécoslovaquie et en Hongrie, tandis qu’un de ses associés aux Pays-Bas drainait des fonds pour le NSDAP.

## Publications

### Ouvrages
- Le 14e complot du 13 mai, Presses continentales, 96 p., 1960.
- Histoire intérieure de l’U.R.S.S. depuis 1945, éd. Les Sept couleurs, 315 p., 1962.
- L’Espionnage soviétique en France 1944-1969, Nouvelles Éditions latines, 319 p., 1969.
- La Marche au pouvoir en U.R.S.S., éd. Les Grandes Études contemporaines, 466 p., 1969.
- La Terreur en URSS, NKVD contre Internationale communiste, 1930-1940, 1978.
- Le NKVD dans la guerre. Les guérillas en Europe centrale 1941-1953, éd. Beauval/Ferni, Paris/Genève, 1976/1978.
- Histoire secrète des organisations terroristes 1945-1975 (4 volumes Amérique latine, Moyen-Orient, Europe), éd. Beauval/Famot, Paris/Genève, 1976.
- Manuel de politique internationale, éd. Nouvelle Acropole, 68 p., 1977.
- Exploits et bavures de l’espionnage américain : les espions du Président, l’O.S.S., la C.I.A., éd. Famot, 3 volumes de 250 p., 1978.
- Les stratèges de la peur: Vingt ans de guerre révolutionnaire en Argentine, Éditions Voxmundi (1980), Genève.
- I Maya, Voxmundi, (1981), Genève.
- Le tsarévitch n’est pas mort ou le Revenant d’octobre, éd. Crémille/Famot, Genève/Paris, 1984.
- Quand l’URSS était l’alliée des nazis, éd. Crémille/Famot, Genève, Paris, 1984.
- Les Sources financières du communisme. Quand l URSS était l’alliée des nazis, éd. CEI, 255 p., 1984.  (ISSN 0985-9470)
- Les Sources financières du nazisme, CEI, 1984, 93 p..
- Avec Clifford A. Kiracoff, GRU : le plus secret des services soviétiques 1918-1988, éd. Stock, 335 p., 1988.  (ISBN 2234021197)
- Complicités et financements soviéto-nazis: À l'ombre de Wall Street, Éditions Godefroy de Bouillon, 1996.  (ISBN 978-2841910151)
- Polyarnik : histoire d’un chef d’État espion épisodique de Moscou. Une contre-enquête à propos de Willy Brandt, éd. Godefroy de Bouillon, 191 p., 1999.  (ISBN 2841910946)
- Le Mondialisme contre nos libertés, réédition complétée en 2001.  (ISBN 2909341259)
- Le Dossier Saragosse : Martin Bormann et Gestapo-Muller après 1945…, avant-propos de Vladimir Boukovski, collection « Renseignement & Guerre secrète », éd. Lavauzelle, 2002, 262 p.  (ISBN 2702505783)

#### Avec Danièle de Villemarest
- Avec Danièle de Villemarest et William D. Wolf, Faits et chroniques interdits au public - Tome 1, éd. Aquilion, 124 p., 2003.  (ISBN 2951741510)
- Avec Danièle de Villemarest et William D. Wolf, Faits et chroniques interdits au public - Tome 2 : les secrets de Bilderberg, éd. Aquilion, 172 p., 2004.  (ISBN 2951741529)
- Avec Danièle de Villemarest et William D. Wolf, Faits et chroniques interdits au public - Tome 3 : la Trilatérale, éd. Aquilion, 194 p., 2007.  (ISBN 2951741545)
- Avec Danièle de Villemarest, Le KGB au cœur du Vatican, Éditions de Paris, 310 p., 2006.  (ISBN 2851620525) [présentation en ligne]
- Avec Danièle de Villemarest et Clifford A. Kiracoff, Le Coup d’État de Markus Wolf : la guerre secrète des deux Allemagnes, 1945-1991, éd. Stock, 389 p., 1991.  (ISBN 223402224X)

### Articles
- « Burgess, Maclean, Philby : la « Trinité impie » », Historia hors-série no 29 1971, p. 130-138.